# Olallo Rubio
Olallo Rubio Maauad (3 de junio de 1976, México) es un cineasta, guionista y locutor mexicano.
Olallo Rubio es conocido por su carrera radiofónica y cinematográfica. Ha realizado seis películas de larga duración: ¿Y tú cuánto cuestas?, This Is Not a Movie, Gimme The Power, Ilusión Nacional y ¿Por qué la vida es así?.

## Radio
Olallo Rubio inició su carrera radiofónica a los 18 años en la extinta estación Radioactivo 98.5 FM. Desde 1995 hasta 2004 desempeñó varias funciones en distintas etapas; desde locutor, creativo y productor, hasta ocupar el puesto de director general.
Entre 2005 y 2010 grabó 5 temporadas de "El Podcast de Olallo Rubio", disponibles gratuitamente en iTunes. Las cinco temporadas ocuparon la primera posición en las listas de popularidad en iTunes.
El 3 de marzo de 2016, Olallo Rubio lanzó Convoy Network, una plataforma de contenidos en audio por suscripción. El proyecto cuenta con un website y aplicaciones para iOS y Android disponibles en la AppStore y Google Play. El 4 de diciembre de 2017 la plataforma lanzó un canal en vivo.

En junio de 2024, Olallo rubio y la plataforma Convoy Network realizaron una fusión con una estación de radio en la frecuencia modulada (Radio chilango 105.3 FM) para dar lugar a Convoy FM, donde Olallo Rubio (locutor, cineasta y guionista), Pablo Duarte (moderador y letrado) y Felipe Morales (moderador y licenciado en diseño de audio), también conocido como PDC (Perra de Cadena), dan lugar a un espacio donde se toman muy seriamente temas como la política nacional e internacional, el cine, la música y estos suelen debatirse y se retroalimentan gracias a la interacción con los "radio-escuchas" y "convoyentes" (este segundo, usado como término dirigido a un suscriptor de la plataforma Convoy Network).

## Cine

### ¿Y Tú, Cuánto Cuestas?
En mayo de 2007, Olallo estrenó a nivel nacional su primer largometraje documental, titulado ¿Y tú cuánto cuestas?. 
En el mes de julio de 2007 fue presentada en un evento masivo en Central Park en la ciudad de Nueva York. Fue seleccionada para participar en el Festival de Cine Latino de San Francisco, el Festival del nuevo cine latinoamericano de La Habana, Cuba (Habana Film Festival) y el Festival Internacional de Cine en Guadalajara.
El DVD de ¿Y tú cuánto cuestas? incluye comentarios de Elena Poniatowska, Hermann Bellinghausen, Santiago Pando y el Catedrático de la Universidad de Washington Stephen A. Bezruchka.
¿Y tú cuánto cuestas? rebasó los 60,000 asistentes en salas (con 12 copias) y el DVD se mantuvo en la primera posición de ventas de la cadena Mix Up durante tres semanas y en el top 10 por más de dos meses.

### This Is Not a Movie
El 28 de enero de 2011 se estrenó en México su ópera prima de ficción titulada This Is Not a Movie (Esta no es una película). El 20 de marzo de 2012 se estrenó en Estados Unidos y Canadá. Ante el inminente fin del mundo, Pete Nelson Edward Furlong se encierra en un hotel de Las Vegas donde intenta comprender su confusa realidad influenciada por el cine, la televisión, la cultura pop, la desinformación, las drogas y la propaganda. La cinta incluye las actuaciones de Edward Furlong, Peter Coyote y Edi Gathegi, y cuenta con una banda sonora de más de 30 temas compuesta específicamente para la película por Slash, guitarrista de Guns N' Roses.

### Gimme The Power
Gimme the Power nos introduce al contexto histórico que nos ubica en la realidad que se vive actualmente en México. Tomando como pretexto y eje central la carrera del grupo Molotov, cuenta la historia de la banda y la tragicomedia de la historia social y política mexicana, a la cual está íntimamente ligada. Un país en crisis permanente, su fallido intento por alcanzar la verdadera democracia y una banda que proporciona el soundtrack del descontento generalizado. Incluye la participación de periodistas como Javier Solorzano, escritores como Juan Villoro y Xavier Velasco, y músicos como Gustavo Santaolalla y Álex Lora. Fue estrenada en cines el 1º de junio de 2012. 
El filme ganó el premio del público en la XXIV edición del Festival Internacional de Cine de Viña del Mar en Chile y en la Séptima edición del Latin American FIlm Festival de Utretch en Holanda. Fue selección oficial en la edición 27 del Festival Internacional de Mar del Plata en Argentina; el 2º Festival de cine la Orquídea en Cuenca, Ecuador; el Festival SXSW (South By Southwest); el 31 Festival Cinematográfico Internacional del Uruguay; y el Northside Festival de Brooklyn Nueva York.

### Ilusión Nacional
La historia de la Selección Mexicana de Fútbol desde una perspectiva realista. Desde su primera participación en un torneo oficial internacional (Olimpiadas de Ámsterdam 1928) hasta su triunfo en los Juegos Olímpicos de Londres 2012. Se estrenó en México el 4 de abril de 2014. 
La edición en Blu-Ray de Ilusión Nacional alcanzó la primera posición del Top Ten de ventas en la cadena Mix Up.

### Retrato Pánico
Desde 1999 hasta la fecha, Olallo realiza un documental centrado en el cineasta Alejandro Jodorowsky. Se desconocen las razones por las cuales no ha sido concluido.

### Jefes de Jefes
El cuarto documental y quinto largometraje de Olallo está centrado en el corrido mexicano con Los Tigres del Norte como protagonistas. En la cinta participan el músico y productor Ry Cooder, los escritores Arturo Pérez-Reverte y Elmer Mendoza, la actriz Kate del Castillo, el director de Chicano Studies de UCLA, Chon Noriega, el académico Josh Kun, el sacerdote Ted Gabrielli, el escritor Sam Quinones, el periodista Javier Solórzano, la politóloga Denise Dresser, la etnomusicóloga Cathy Ragland, el músico y autor Elijah Wald, y el articulista del New Yorker Alec Wilkinson. El proyecto fue enlatado por diferencias creativas irreconciliables con Los Tigres del Norte.

### ¿Por qué la vida es así?
Gracias a una exitosa campaña de fondeo colectivo realizada a través de la plataforma kickstarter, Olallo inició la producción de una comedia documental basada en el podcast "Porqué" de la plataforma de entretenimiento en audio Convoy. La película se lanzó el 30 de marzo de 2022 y está disponible en línea completamente gratis.

## Videos musicales
En el verano de 2010 filmó el video del sencillo Hanuman de los guitarristas mexicanos Rodrigo y Gabriela. 
En 2014 dirigió el video del tema Animo Delincuencia de Molotov (banda)
En 2022 dirigió una colección de 9 videos preventivos de Rodrigo y Gabriela titulada “Awakenings” y el video del sencillo “Descending to nowhere”.

## Podcast
Entre 2005 y 2010 grabó 5 temporadas de "El Podcast de Olallo Rubio", disponibles gratuitamente en iTunes. Las cinco temporadas ocuparon la primera posición en las listas de popularidad en Itunes.
El 3 de marzo de 2016, Olallo Rubio lanzó Convoy Network, una plataforma de contenidos en audio por suscripción. El proyecto cuenta con un website y aplicaciones para IOS y Android disponibles en la AppStore y Google Play. El 4 de diciembre de 2017 la plataforma lanzó un canal en vivo.

## Medios Impresos
Rubio colaboró en 2001 con DC Comics para la creación de la historieta Kamikaze. En 2003 escribió una columna en el diario El Universal (México) titulada "Sonido 13". Fue colaborador de la revista R&R, la cual fundó en julio de 2004 con un grupo de excolaboradores de Radioactivo 98.5. También publicó una columna en el diario Excélsior (periódico mexicano), titulada "Urgente" de 2006 a 2009.